# Дирутенийтербий
Дирутѐнийте́рбий — бинарное неорганическое соединение, интерметаллид
тербия и рутения
с формулой TbRu2,
кристаллы.

## Получение
- Сплавление стехиометрических количеств чистых веществ:

{\displaystyle {\mathsf {Tb+2Ru\ {\xrightarrow {1800^{o}C}}\ TbRu_{2}}}}

## Физические свойства
Дирутенийтербий образует кристаллы
гексагональной сингонии, пространственная группа P 63/mmc, параметры ячейки a = 0,5265 нм, c = 0,8853 нм, Z = 4,
структура типа дицинкмагния MgZn2 (фаза Лавеса).
Соединение конгруэнтно плавится при температуре ≈1800 °C.